# الملعب البلدي بأريانة
الملعب البلدي بأريانة هو ملعب كرة قدم يقع في مدينة أريانة بالجمهورية التونسية، يحتوي على سبعة آلاف مقعد.
ويستخدم هذا الملعب من طرف الجمعية الرياضية بأريانة الذي ينشط في الرابطة التونسية الثالثة لكرة القدم.